# ماساکاتسو میاموتو
ماساکاتسو میاموتو (به انگلیسی: Masakatsu Miyamoto) بازیکن فوتبال اهل ژاپن و عضو تیم ملی فوتبال ژاپن است که در تاریخ ۲۵ دسامبر ۱۹۵۸ میلادی اولین بازی ملی‌اش را انجام داد. او در ۴۴ بازی ملی حضور داشت و آخرین بازی ملی خود را در تاریخ ۲ اکتبر ۱۹۷۱ میلادی انجام داد. ماساکاتسو میاموتو در بازی‌های ملی‌اش
۱ گل به ثمر رساند.